# Dinebra polycarpha
Dinebra polycarpha är en gräsart som beskrevs av Sylvia Mabel Phillips. Dinebra polycarpha ingår i släktet julgransgrässläktet, och familjen gräs. Inga underarter finns listade i Catalogue of Life.